# 1,1,1-Trichloraceton
1,1,1-Trichloraceton ist ein trichloriertes Derivat des Acetons. Es gehört wie andere halogenierte Acetone zur Stoffgruppe der chlorierten Ketone.

## Vorkommen
1,1,1-Trichloraceton wurde (als bekanntes Zwischenprodukt der Haloform-Reaktion) in Trinkwasser nachgewiesen.

## Gewinnung und Darstellung
1,1,1-Trichloraceton kann durch Chlorierung von Chloraceton synthetisiert werden (dabei entsteht als Nebenprodukt 1,1,3-Trichloraceton). Eine alternative Synthese beinhaltet die Übertragung einer Trichlormethylgruppe von Trichloracetat auf Acetylchlorid.

## Eigenschaften
1,1,1-Trichloraceton ist eine farblose bis leicht gelbliche Flüssigkeit mit Geruch nach Kampher. Mit Wasser verbindet es sich sehr leicht zu einem bei 43 bis 44 °C schmelzendem Hydrat.